# 蒲县
蒲县位于中国山西省西南部，是临汾市所辖的一个县。面积为1508平方公里，縣人民政府駐蒲城鎮。

## 历史
相传唐尧时期，尧的老师蒲伊子曾隐居于此，县名由此而来，古有蒲国、蒲阳、蒲子之称。北周初置石城郡，大象元年（579年）废郡为蒲子县（县治今古县村）。隋朝开皇九年（589年）置蒲川县（县治在今城关），大业元年（605年）改蒲川县为蒲县。金朝时曾升蒲县为蒲州。

## 行政区划
蒲县下辖4个镇、5个乡：
蒲城镇、薛关镇、黑龙关镇、克城镇、山中乡、古县乡、红道乡、乔家湾乡和太林乡。

## 交通
- 铁路：瓦日铁路蒲县站
- 公路： 520国道过境

## 人口
根據第七次人口普查數據，截至2020年11月1日零時，蒲縣常住人口為95679人。

## 地理
全县的最高点为五鹿山，海拔1946米。黄河的支流昕水上游流经县境。

## 风景名胜
- 全国重点文物保护单位：柏山东岳庙
- 山西省文物保护单位：薛关遗址、腰东汉墓群